# Olivier Assayas
Olivier Assayas, född 25 januari 1955 i Paris, är en fransk filmregissör och filmkritiker. Han är bland annat känd för filmerna Irma Vep och Paris, je t'aime.

## Filmografi
- Désordre (1986)
- L'Enfant de l'hiver (1989)
- Paris s'éveille (1991)
- Une nouvelle vie (1993)
- L'Eau froide (1994)
- Irma Vep (1996)
- Mellan två höstar ("Fin août, début septembre", 1998)
- Ett känsligt öde ("Les Destinées sentimentales", 2000)
- Demonlover (2002)
- Clean (2004)
- "Quartier des Enfants-Rouges" i Paris, je t'aime (2006)
- Boarding Gate (2007)
- Sommarminnen (L'Heure d'été) (2008)
- Carlos (2010)
- Efter revolutionen ("Après mai", 2012)
- Moln över Sils Maria ("Clouds of Sils Maria", 2014)
- Personal Shopper (2016)
- Non-Fiction ("Doubles Vies", 2019)
- Cuban Network (2019)